# Carlijn Achtereekte
Carlijn Achtereekte (Lettele, 29 januari 1990) is een Nederlands wielrenster en oud-langebaanschaatsster die gespecialiseerd was in het allrounden. Achtereekte schaatste sinds het seizoen 2017/2018 voor LottoNL-Jumbo. Eerder schaatste ze bij het Gewest Overijssel, Team Corendon, Clafis en Team Victorie. Op de Olympische Winterspelen van Pyeongchang in 2018 won zij goud op de 3000 meter. Met ingang van juni 2022 maakt ze de overstap naar wielerploeg Jumbo-Visma.

## Biografie
Achtereekte haalde haar diploma aan het Etty Hillesum Lyceum in Deventer, haalde het diploma voor Onderwijsassistenten aan ROC Aventus in Deventer, en studeerde daarna af aan de Academie voor Lichamelijke Opvoeding (Hogeschool Windesheim in Zwolle).

### Schaatscarrière
Bij het NK Supersprint 2009 op de IJsbaan Twente wist Achtereekte bij de junioren A een bronzen medaille te veroveren; op 28 maart 2009 won ze de 3000 meter tijdens de recordwedstrijden in Enschede. In seizoen 2009/2010 kwalificeerde ze zich voor de 3000 meter op de NK Afstanden, ze eindigde als zeventiende. Op het NK Allround van 2010 eindigde ze als negentiende.
Haar echte doorbraak kwam in het seizoen 2010/2011 toen ze een zilveren medaille pakte op de 5000 meter van de NK afstanden, hiermee plaatste ze zich ook voor de eerste wereldbekerwedstrijd op die afstand.
Achtereekte kwam in 2011 in gesprek met Team Liga, maar koos voor het team, op dat moment nog zonder sponsor, dat later Team Op=Op Voordeelshop kwam te heten. Hierna maakte ze de overstap naar het nieuwe team van Jillert Anema; Team Clafis. Op 5 december 2014 reed ze naar een nieuw persoonlijk record; 4.00,80. Dat was de zevende tijd ooit gereden door een Nederlandse vrouw én zeven seconden sneller dan haar persoonlijk record van dat moment. Bij het WK Afstanden in Thialf reed ze acht seconden van haar persoonlijk record af op de 5000 meter; van 7.02,87 naar 6.54,49 wat ook een van de snelst verreden tijden was. Omdat ze zich aan het begin van 2015/2016 niet wist te plaatsen voor de eerste serie wereldbekerwedstrijden besloot ze zich vervroegd te laten opereren aan haar keel.
Na één seizoen bij Team Victorie onder leiding van Desly Hill stapte ze in april 2017 over naar LottoNL-Jumbo. Op 10 februari 2018 schaatste Achtereekte, voor Ireen Wüst en Antoinette de Jong, in 3.59,21 naar olympisch goud op de 3000 meter in de Gangneung Oval.
Op 2 november 2018 besloot ze tijdens de World Cup Kwalificatiewedstrijden na een twintigste plaats op de 1500 meter de rest van het toernooi af te haken wegens buikklachten. Richting het NK Afstanden sprak ze haar ambitie uit voor het tweede deel van het seizoen om zich op dat toernooi te plaatsen voor het WK afstanden in Inzell en het WK allround in Calgary. Hierna behaalde ze op het WK afstanden zilver op de 3000 meter en brons op de 5000 meter. Voor de Olympische Winterspelen in Peking plaatste ze zich voor de 3000 meter als derde met een tijd van 3.59,20 slechts één honderdste van een seconde sneller dan Merel Conijn.

## Persoonlijke records
| Afstand    | Tijd    | Datum            | Baan           |
| ---------- | ------- | ---------------- | -------------- |
| 500 meter  | 39,25   | 2 maart 2019     | Calgary        |
| 1000 meter | 1.18,46 | 7 februari 2015  | Inzell         |
| 1500 meter | 1.53,92 | 3 maart 2019     | Calgary        |
| 3000 meter | 3.54,92 | 13 februari 2020 | Salt Lake City |
| 5000 meter | 6.49,81 | 27 januari 2019  | Heerenveen     |

## Resultaten
| Jaar | NK Afstanden                                 | NK Allround             | EK Afstanden | EK Allround           | WK Afstanden | WK Allround          | Olympische Spelen | Wereldbeker               |
| ---- | -------------------------------------------- | ----------------------- | ------------ | --------------------- | ------------ | -------------------- | ----------------- | ------------------------- |
| 2010 | 17e 3000m                                    | NC19 (15e, 20e, 15e, -) |              |                       |              |                      |                   |                           |
| 2011 | 20e 1500m · 8e 3000m · 5000m                 | 6e (9e, 13e, 12e, 4e)   |              |                       |              |                      |                   | 35e 3/5 km                |
| 2012 | 6e 3000m · 5000m                             | 8e (6e, 9e, 10e, 8e)    |              |                       |              |                      |                   | 21e 3/5 km                |
| 2013 | 10e 3000m 9e 5000m                           | NC10 (9e, 11e, 14e, -)  |              |                       |              |                      |                   | 29e 3/5 km                |
| 2014 | 17e 1500m 9e 3000m 5e 5000m                  | 7e (4e, 9e, 9e, 7e)     |              |                       |              |                      |                   | 42e 1500m 28e 3/5 km      |
| 2015 | DQ 1500m · 3000m · 5000m                     | 4e · (5e, 5e, 10e, )    |              |                       | 5000m        |                      |                   | 26e 1500m 7e 3/5 km       |
| 2016 | 15e 1500m 9e 3000m 5e 5000m                  | 7e (4e, 4e, 8e, 8e)     |              |                       |              |                      |                   |                           |
| 2017 | 9e 1500m · 4e 3000m · 5000m · 18e massastart | · (7e, 4e, 7e, )        |              |                       |              |                      |                   | 17e 3/5 km 29e massastart |
| 2018 | 9e 1500m · 4e 3000m · 5000m                  |                         | 3000m        |                       |              |                      | 3000m             | 21e 3/5 km                |
| 2019 | 6e 1500m · 3000m · 5000m                     | · (, )                  |              | 6e · (10e, 5e, 10e, ) | 4e 3000m     | 4e · (12e, 4e, 5e, ) |                   |                           |
| 2020 | 5e 1500m · 3000m · 5000m · 14e massastart    | · (4e, , 5e, )          |              |                       | 3000m        |                      |                   | 8e 3k/5k                  |
| 2021 | 4e 3000m · 5000m                             |                         |              |                       | 5000m        |                      |                   |                           |
| 2022 | 14e 1500m · 3000m · 5000m                    |                         | 5e 3000m     |                       |              |                      | 7e 3000 m         | 12e 3k/5k                 |

### Medaillespiegel
| Kampioenschap     | Goud | Zilver | Brons |
| ----------------- | ---- | ------ | ----- |
| NK Afstanden      | 0    | 3      | 10    |
| NK Allround       | 1    | 0      | 2     |
| EK Afstanden      | 0    | 1      | 0     |
| WK Afstanden      | 0    | 2      | 1     |
| Olympische Spelen | 1    | 0      | 0     |

## Wielrennen

### Resultaten in voornaamste wedstrijden
|      | \| Jaar \| Gent-Wevelgem \| \| ---- \| ------------- \| \| 2024 \| opgave \| |
| Jaar | Gent-Wevelgem                                                                |
| 2024 | opgave                                                                       |

### Ploegen
- 2023 –  Jumbo-Visma
- 2024 –  Visma-Lease a Bike
- 2025 –  Team Visma-Lease a Bike

Achtereekte · Beekhuis · van den Bos · Henderson · Kasper · Koster · Kraak · Labecki · Markus · Riedmann · Rüegg · Soet · Swinkels · Vos
Achtereekte · van Agt · Beekhuis · Cadzow · van Empel · Henderson · Kraak · Labecki · Markus · Oudeman · Reijnhout · Riedmann · Rüegg · Swinkels · Veenhoven · Vos
Achtereekte · van Agt · von Berswordt · van Empel · Geurts · Henderson · Markus · Nooijen · Oudeman · Reijnhout · Riedmann · Veenhoven · Vigie · Vos · de Vries (vanaf 4/6) · Wolff (stage vanaf 7/9)
Achtereekte · van Agt · von Berswordt · Bunel · Chladoňová · van Empel · Ferrand-Prévot · Fidanza · Geurts · Nooijen · Oudeman · Reijnhout · Riedmann · Veenhoven · Vigie · Vos · de Vries · Wolff
1960: Lidia Skoblikova ·
1964: Lidia Skoblikova ·
1968: Ans Schut ·
1972: Stien Baas-Kaiser ·
1976: Tatjana Averina ·
1980: Bjørg Eva Jensen ·
1984: Andrea Schöne ·
1988: Yvonne van Gennip ·
1992: Gunda Niemann ·
1994: Svetlana Bazjanova ·
1998: Gunda Niemann-Stirnemann ·
2002: Claudia Pechstein  ·
2006: Ireen Wüst ·
2010: Martina Sáblíková ·
2014: Ireen Wüst ·
2018: Carlijn Achtereekte ·
2022: Irene Schouten